# Associação das Indústrias de Brumado e Microrregião
A Associação das Indústrias de Brumado e Microrregião (AIBRUM) é uma entidade privada sem fins lucrativos com sede na cidade de Brumado, fundada em 26 de maio de 1997 e regulamentada pela Lei Municipal n.º 1 656 de 9 de janeiro de 2012.
A AIBRUM tem como finalidade principal auxiliar no desenvolvimento das indústrias de Brumado e região, com apoio da Federação das Indústrias do Estado da Bahia (FIEB), Serviço Brasileiro de Apoio às Micro e Pequenas Empresas (SEBRAE), Serviço Nacional de Aprendizagem Industrial (SENAI) e Instituto Euvaldo Lodi (IEL).

## Associados
- Alquimia
- Xilolite S.A.
- RHI Magnesita
- EPCL
- Amil
- Metalúrgica Santa Rita
- Central das Soldas e Usinagem
- Sicoob